# Frits de Graaf
Frederik (Frits) de Graaf (Brunssum, 10 mei 1926 – Heerlen, 29 augustus 1998) was een Nederlands voetballer die speelde voor SV Limburgia. Hij kwam drie keer uit voor het Nederlands elftal.

## Loopbaan

### Beginjaren
Tot zijn vijftiende voetbalde hij niet in clubverband. Hij meldde zich aan bij Limburgia in 1941 waar zijn vader Jan de Graaf bestuurslid was en ook twee ooms bestuurlijk actief waren. Hij maakte zijn debuut in het eerste elftal in het seizoen 1942/43. Limburgia werd in 1944 kampioen in de Tweede klasse en speelde nacompetitie voor promotie tegen VV Goes, TSC, Sittardse Boys en VVV. Op pinksterzaterdag 27 mei stelde Limburgia promotie veilig door de 5-0 zege op Goes met Frans de Munck in het doel. Frits de Graaf speelde in de voorhoede, meestal als rechtsbuiten. Hij stond bekend om zijn snelheid en harde schoten.   

### Na de oorlog
De voetbalcompetitie lag in het laatste oorlogsjaar 1944/45 stil. De Graaf moest met zijn club wachten tot 4 november 1945 toen het uitgestelde seizoen van start ging. Limburgia vierde zijn rentree in de hoogste voetbalklasse met de 1-0 derbyzege op Maurits. Zijn eerste doelpunt in de Eerste klasse viel op 2 december 1945 in de uitwedstrijd tegen MVV. Dit leidde tot veel protest bij de thuisclub. De Graaf zou buitenspel hebben gestaan toen hij de 0-1 scoorde, maar de arbiter keurde de treffer toch goed.
Op de slotdag op 26 mei 1946 haalde Limburgia het kampioenschap binnen door de 5-1 zege op Juliana. De Brunssumse club bleef concurrent MVV een punt voor.
In de kampioencompetitie kon Limburgia geen rol van betekenis spelen en eindigde als zesde en laatste. De Graaf speelde alle tien duels mee waarin hij vijf keer scoorde. Met als hoogtepunt zijn drie treffers op 7 juli in de met 5-2 gewonnen thuiswedstrijd tegen Ajax.

### Topschutter
Limburgia beschikte na de oorlog over topscorer Toon Visser van Tubantia die in twee seizoenen 32 keer doel trof. Toen Visser in 1947 terugkeerde naar zijn oude club, nam Frits de Graaf zijn rol over. Met achttien doelpunten was De Graaf de clubtopscorer in het seizoen 1947/48. Een jaar later scoorde hij zestien keer. De club eindigde dat seizoen 1948/49 als tweede achter regerend landskampioen BVV. Limburgia stond voor de slotdag van 20 maart 1949 in de stand gelijk met BVV, maar verspeelde de titelkans door thuis met 1-2 van VVV te verliezen. In die wedstrijd miste Limburgia twee strafschoppen. Hub Welzen schoot de eerste penalty naast het doel en De Graaf trof uit de tweede de paal.

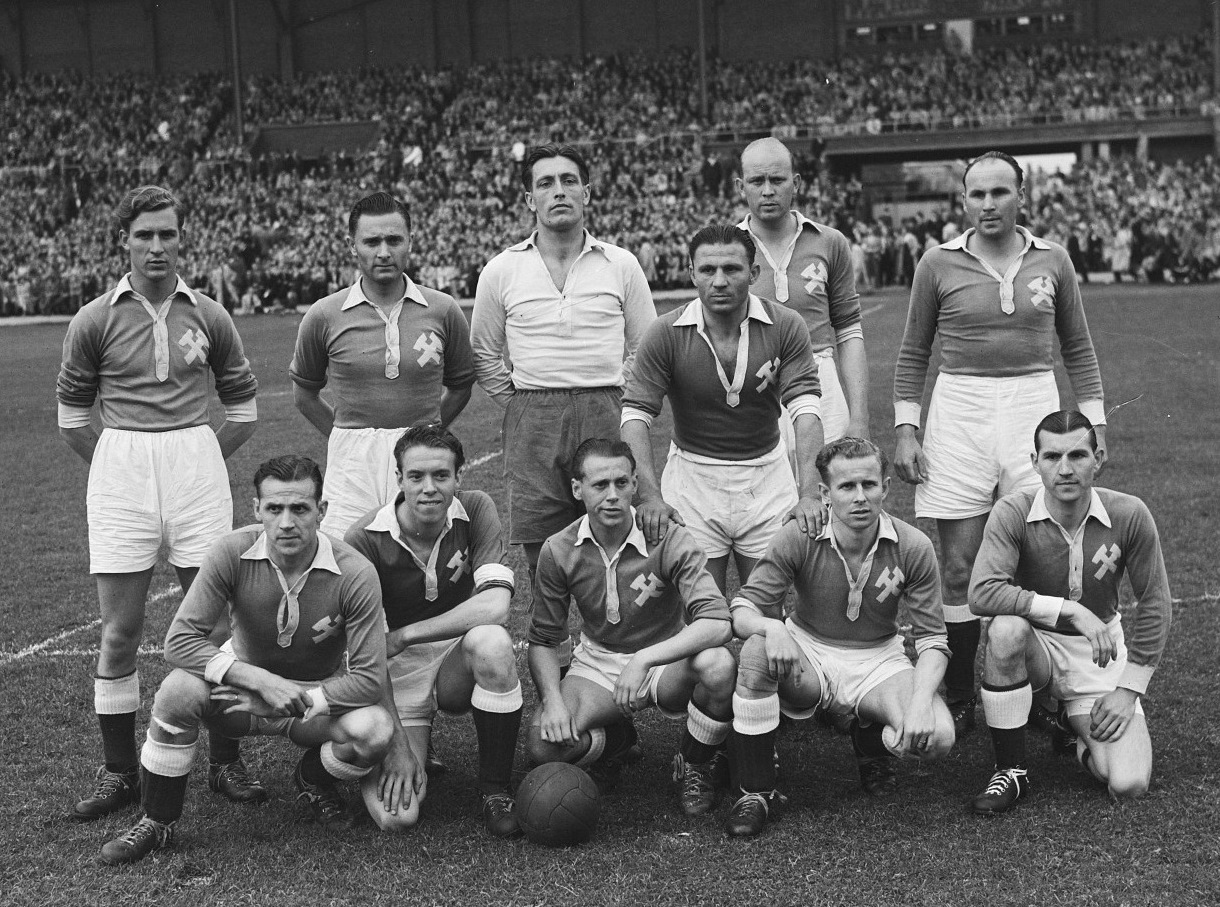
De Graaf (knielend 2e van rechts) met Limburgia (1950)

### Blessure in kampioensjaar
Het kampioensjaar 1949/50 begon voor hem in mineur. Hij raakte in de derde wedstrijd op 25 september tegen Sittardse Boys geblesseerd en viel uit met een knieblessure. Hij was ruim vier maanden uitgeschakeld en maakte begin februari zijn rentree. Hij speelde de laatste zes competitieduels weer mee. Limburgia eindigde gelijk aan kop met PSV.
In de  beslissingswedstrijd op zondag 26 maart 1950 in stadion De Kraal in Venlo speelde hij een belangrijke rol. Uit zijn voorzet scoorde Piet Bruist de 1-0 en hij maakte zelf het tweede doelpunt waardoor Limburgia met 2-1 won en kampioen werd.

### Landstitel
In de strijd om het landskampioenschap kwam Limburgia na drie duels, die eenmaal winst, een gelijkspel en een nederlaag opleverden, op toeren. De voorhoede scoorde erop los en Limburgia won vijf keer op rij. De Graaf scoorde evenals midvoor Frits Cox acht keer in tien duels. Op de voet gevolgd door Nelis van Lubeck en Leo Cox die beiden zeven keer trefzeker waren. De Graaf scoorde in de wedstrijden tegen Ajax telkens twee keer. Limburgia versloeg Ajax thuis op 14 mei 1950 met 3-2. In de uitwedstrijd op 24 juni in het volgepakte Olympisch stadion haalde de Limburgse club de landstitel binnen door Ajax met 0-6 te verslaan. Tussen beide ontmoetingen met Ajax in klopte Limburgia op 4 juni de grootste concurrent Blauw Wit met 6-2. Van Lubeck en De Graaf scoorden ieder drie keer.

### International
Als enige speler van landskampioen Limburgia werd De Graaf uitverkozen voor het Nederlands elftal. Vier maanden na het behalen van de landstitel maakte hij op 15 oktober 1950 zijn debuut voor Oranje. In de vriendschappelijke uitwedstrijd tegen Zwitserland (7-5 verlies) scoorde hij de 5-5. Later dat jaar speelde hij nog twee interlands.
Daarnaast kwam hij uit voor de vertegenwoordigende teams Zwaluwenelftal en het Zuidelijk, Mijnstreek- en Limburgs elftal.
| Interlands van Frits de Graaf voor Nederland | Interlands van Frits de Graaf voor Nederland | Interlands van Frits de Graaf voor Nederland | Interlands van Frits de Graaf voor Nederland | Interlands van Frits de Graaf voor Nederland | Interlands van Frits de Graaf voor Nederland |
| №                                            | Datum                                        | Wedstrijd                                    | Uitslag                                      | Soort Wedstrijd                              | Doelpunten                                   |
| Als speler bij SV Limburgia                  | Als speler bij SV Limburgia                  | Als speler bij SV Limburgia                  | Als speler bij SV Limburgia                  | Als speler bij SV Limburgia                  | Als speler bij SV Limburgia                  |
| -------------------------------------------- | -------------------------------------------- | -------------------------------------------- | -------------------------------------------- | -------------------------------------------- | -------------------------------------------- |
| 1.                                           | 15 oktober 1950                              | Zwitserland – Nederland                      | 7 – 5                                        | Vriendschappelijk                            | 1                                            |
| 2.                                           | 12 november 1950                             | België – Nederland                           | 7 – 2                                        | Vriendschappelijk                            | 1                                            |
| 3.                                           | 10 december 1950                             | Frankrijk – Nederland                        | 5 – 2                                        | Vriendschappelijk                            | 0                                            |

### Einde in zicht
Limburgia kon het succesjaar 1949/50 geen vervolg geven. De landskampioen eindigde een seizoen later als derde op ruime afstand van PSV en Eindhoven. De Graaf werd met tien doelpunten de clubtopscorer. Hij miste de start van het seizoen 1951/52 door een knieoperatie en bleef dat jaar op twee treffers steken. 
Hij speelde op 31 mei 1953 zijn laatste competitieduel voor Limburgia. Hij moest op 27-jarige leeftijd stoppen vanwege zijn knieblessure. In het laatste seizoen scoorde hij nog vijf keer.
Hij werkte als laborant op het centrale proefstation van Staatsmijn Emma. Daarna beheerde hij lange tijd een pension tegenover de kerk van Schin op Geul. Hij werd in 1992 benoemd tot lid van verdienste van Limburgia.
Frits de Graaf overleed op 72-jarige leeftijd in 1998 in Heerlen.

## Clubstatistieken
| Seizoen | Club            | Land            | Competitie              | Competitie      | Competitie      | Beker           | Beker           | Internationaal  | Internationaal  | Overig          | Overig          | Totaal          | Totaal          |
| Seizoen | Club            | Land            | Competitie              | Wed.            | Dlp.            | Wed.            | Dlp.            | Wed.            | Dlp.            | Wed.            | Dlp.            | Wed.            | Dlp.            |
| ------- | --------------- | --------------- | ----------------------- | --------------- | --------------- | --------------- | --------------- | --------------- | --------------- | --------------- | --------------- | --------------- | --------------- |
| 1942/43 | Limburgia       | Nederland       | Tweede klasse A Zuid II | ?               | ?               | –               | 0               | 0               | 0               | 0               | 0               | ?               | ?               |
| 1943/44 | Limburgia       | Nederland       | Tweede klasse A Zuid II | ?               | ?               | –               | 0               | 0               | 0               | 0               | 0               | ?               | ?               |
| 1944/45 | Geen competitie | Geen competitie | Geen competitie         | Geen competitie | Geen competitie | Geen competitie | Geen competitie | Geen competitie | Geen competitie | Geen competitie | Geen competitie | Geen competitie | Geen competitie |
| 1945/46 | Limburgia       | Nederland       | Eerste klasse Zuid II   | 19              | 9               | –               | 0               | 0               | 0               | 10              | 5               | 29              | 14              |
| 1946/47 | Limburgia       | Nederland       | Eerste klasse Zuid II   | 20              | 7               | –               | 0               | 0               | 0               | 0               | 0               | 20              | 7               |
| 1947/48 | Limburgia       | Nederland       | Eerste klasse Zuid I    | 19              | 18              | –               | 0               | 0               | 0               | 0               | 0               | 19              | 18              |
| 1948/49 | Limburgia       | Nederland       | Eerste klasse Zuid I    | 20              | 16              | –               | 0               | 0               | 0               | 0               | 0               | 20              | 16              |
| 1949/50 | Limburgia       | Nederland       | Eerste klasse Zuid I    | 9               | 1               | –               | 0               | 0               | 0               | 11              | 9               | 20              | 10              |
| 1950/51 | Limburgia       | Nederland       | Eerste klasse E         | 19              | 10              | –               | 0               | 0               | 0               | 0               | 0               | 19              | 10              |
| 1951/52 | Limburgia       | Nederland       | Eerste klasse D         | 16              | 2               | –               | 0               | 0               | 0               | 0               | 0               | 16              | 2               |
| 1952/53 | Limburgia       | Nederland       | Eerste klasse D         | 20              | 5               | –               | 0               | 0               | 0               | 0               | 0               | 20              | 5               |
| Totaal  | Totaal          | Totaal          | Totaal                  | 142             | 68              | 0               | 0               | 0               | 0               | 21              | 14              | 163             | 82              |